# 조안 KJ FC
조안 KJ FC는 경기도에 위치한 under-15 형태의 유소년 축구단이다.

## 출신 선수
김민재(김포fc)
이태윤(충남아산)
이환희(김포fc)
김현민(부산아이파크)
홍기욱(부천fc)

## 참고 자료
- 조안KJFC U-15, 금석배 우승하며 전국대회 첫 정상
- “'돌풍을 넘어 대세로' 조안KJFC, 2023 제천의병 도전”
- “조안KJFC, 제천 추계대회서 우승!”
- 조안 KJFC 홈페이지
- KFA 통합경기정보 시스템
- 구단 인스타그램